# 소히
소히(포르투갈어: Sorri, 본명: 최소희, 1978년 9월 10일 ~)는 대한민국의 베이시스트, 가수이다.

## 생애
- 1986년, 우연히 TV에 나오는 김완선을 보고 노래에 관심을 가지게 된다.[1]
- 음악 그룹 잠을 결성.
- 브라질 음악 동호회 밴드 뚜드지봉(따봉)에 가입.
- 2004년, 3집을 마지막으로 잠을 탈퇴하고 소히라는 이름으로 솔로 활동 시작.
- 2006년에 첫 솔로 음반 《앵두》를 발매했다.
- 2010년에 두 번째 솔로 음반 《Mingle》을 발매.
- 2013년에 세 번째 솔로 음반 《DayCare》을 발매.